# Ошенбах
Ошенбах (нім. Oeschenbach) — громада  в Швейцарії в кантоні Берн, адміністративний округ Верхнє Ааргау.

## Географія
Громада розташована на відстані близько 29 км на північний схід від Берна.
Ошенбах має площу 3,9 км², з яких на 5,2% дозволяється будівництво (житлове та будівництво доріг), 64,4% використовуються в сільськогосподарських цілях, 29,9% зайнято лісами, 0,5% не є продуктивними (річки, льодовики або гори).

## Демографія
2019 року в громаді мешкало 221 особа (-8,3% порівняно з 2010 роком), іноземців було 2,3%. Густота населення становила 56 осіб/км².
За віковим діапазоном населення розподілялося таким чином: 16,3% — особи молодші 20 років, 58,8% — особи у віці 20—64 років, 24,9% — особи у віці 65 років та старші. Було 101 помешкань (у середньому 2,1 особи в помешканні).
Із загальної кількості 120 працюючих 61 був зайнятий в первинному секторі, 24 — в обробній промисловості, 35 — в галузі послуг.